# Pallavolo ai Giochi panarabi
La pallavolo ai Giochi panarabi è stata ammessa ai Giochi panarabi partire dal 1957, durante la II edizione dei Giochi; in principio è stato giocato soltanto il torneo maschile, mentre quello femminile si è disputato a partire dal 1985, durante la VI edizione.